# Fürstentum Sayn-Wittgenstein-Berleburg

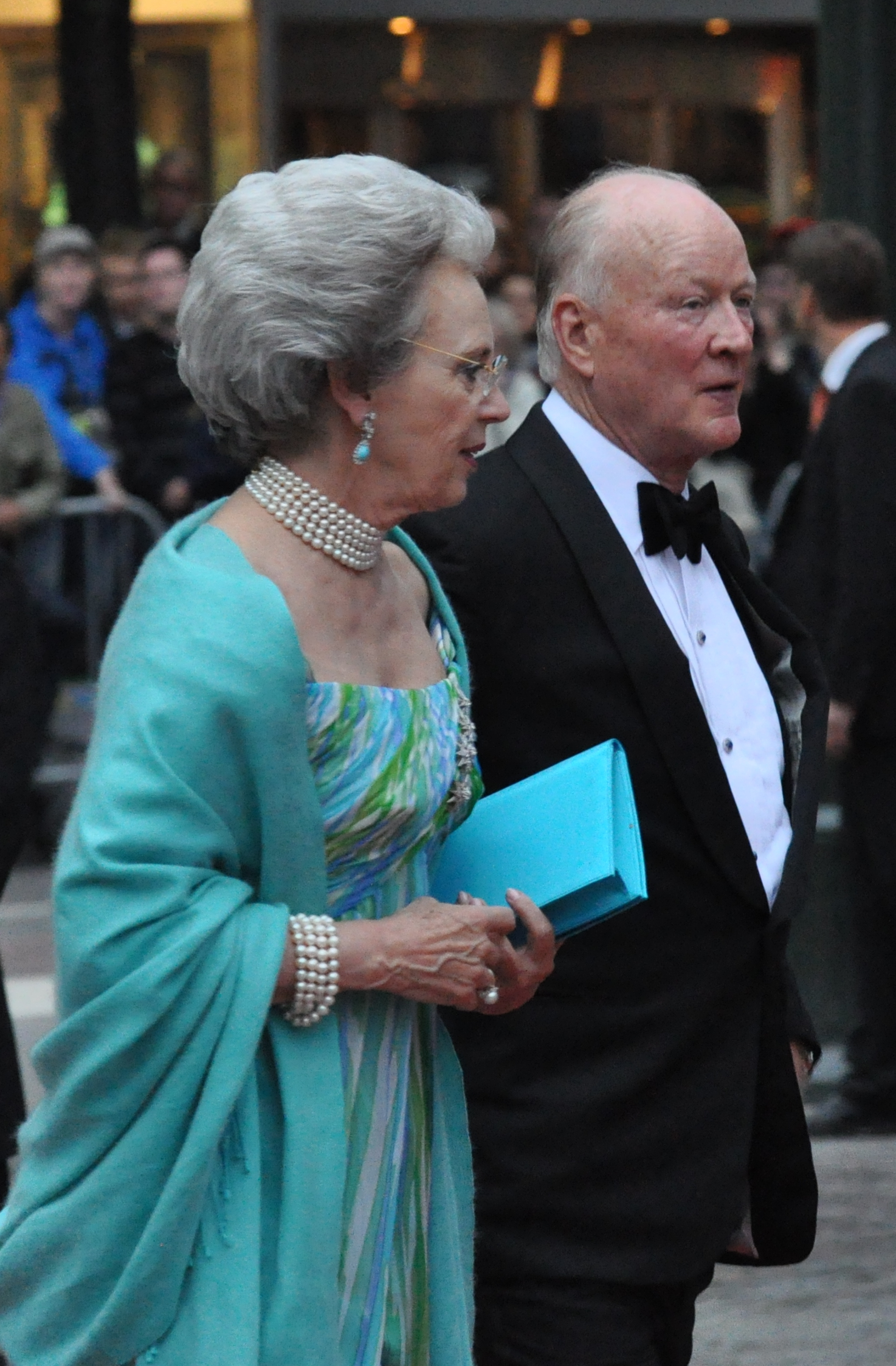
Richard, 6. Prinz zu Sayn-Wittgenstein-Berleburg und seine Frau Prinzessin Benedikte zu Dänemark

Sayn-Wittgenstein-Berleburg war ein von der Fürstenfamilie Sayn-Wittgenstein regiertes Fürstentum.
Zum größten Teil liegt das ehemalige Gebiet heute im Landkreis Siegen-Wittgenstein (Bundesland Nordrhein-Westfalen) in Deutschland. Der Sitz des Fürstentums war das Schloss der Stadt Berleburg (heute Bad Berleburg).
Das Gebiet Sayn-Wittgenstein-Berleburg lag im 16. Jahrhundert noch im Einzugsgebiet von Sayn-Wittgenstein. Dazu gehörte auch das im Süden gelegene  Sayn-Wittgenstein-Wittgenstein mit Sitz in Laasphe (heute Bad Laasphe). Wittgenstein-Berleburg wechselte im Jahr 1792 von einer Grafschaft zu einem Reichsfürstentum. Im Jahr 1806 wurde das Fürstentum mediatisiert und an das Großherzogtum Hessen angegliedert, bevor es  im Jahr 1816 aufgrund der Vereinbarungen des Wiener Kongresses im Rahmen eines Gebietstausches Teil von Preußen wurde.

## Fürsten und regierende Prinzen

### Grafen zu Sayn-Wittgenstein-Berleburg (1607–1792)
- Georg V. (1565–1631, regierte 1607–1631)
- Ludwig Casimir (1598–1643, regierte 1631–1643)
- Georg Wilhelm (1636–1684, regierte 1643–1684)
- Ludwig Franz (1660–1694, regierte 1684–1694)
- Casimir (1687–1741, regierte 1694–1741)
- Ludwig Ferdinand (1712–1773, regierte 1741–1773)
- Christian Heinrich (1753–1800, regierte als Graf 1773–1792)

### Fürsten zu Sayn-Wittgenstein-Berleburg (seit 1792), als Standesherren (ab 1806)
- Christian Heinrich, 1. Fürst zu Sayn-Wittgenstein-Berleburg (1753–1800, regierte als Fürst 1792–1800)
- Albrecht, 2. Fürst zu Sayn-Wittgenstein-Berleburg (1777–1851, regierte 1800–1806)
- Albrecht, 3. Fürst zu Sayn-Wittgenstein-Berleburg (1834–1904)
- Richard, 4. Fürst zu Sayn-Wittgenstein-Berleburg (27. Mai 1882 – 25. April 1925)[1]

## Chefs des Hauses seit 1918
- Gustav Albrecht Prinz zu Sayn-Wittgenstein-Berleburg (28. Februar 1907 – vermisst gemeldet 1944, für verstorben erklärt am 29. November 1969)
- Richard Prinz zu Sayn-Wittgenstein-Berleburg (29. Oktober 1934 – 13. März 2017)
- Gustav Prinz zu Sayn-Wittgenstein-Berleburg (* 12. Januar 1969)

## Aktuelle Erblinie
Im Jahr 1912 verstarb Ludwig, 3. Fürst zu Sayn-Wittgenstein-Hohenstein. Auf ihn folgte der älteste seiner drei Söhne, Erbprinz August (1868–1948). Er wurde als der 4. Fürst zu Sayn-Wittgenstein-Hohenstein zum Oberhaupt des Hauses Sayn. Als kinderloser Junggeselle adoptierte August den Prinzen Christian Heinrich zu Sayn-Wittgenstein-Berleburg (1908–1983). Sein jüngerer Bruder Georg (1873–1960) hatte morganatisch geheiratet und sein jüngster Bruder Wilhelm (1877–1958) war unverheiratet.
Christian Heinrich war der 2. Sohn des bereits verstorbenen Richard, 4. Prinz zu Sayn-Wittgenstein-Berleburg (1882–1925). Richards ältester Sohn Gustav Albrecht Prinz zu Sayn-Wittgenstein-Berleburg (1907–1944) hatte bereits das Erbe seines Vaters angetreten.
Im November 1960 heiratete Christian Heinrich Dagmar zu Sayn-Wittgenstein-Hohenstein (1919–2002), nach der Scheidung von Beatrix von Bismarck-Schönhausen (1921–2006), mit der er bereits drei Kinder hatte. Dagmar war die ältere Tochter von Georg, dem sieben Monate vor der Hochzeit verstorbenen Bruder des Adoptivvaters Christian Heinrichs.
Aufgrund einer Deklaration ihres Onkels August am 11. Februar 1947 wurden die drei Kinder Georgs entmorganatisiert. Die morganatische Eheschließung mit Marie Rühm (vom Prinzregenten von Lippe 1916 zur Baroness von Freusburg ernannt) konnte somit als dynastisch anerkannt werden.

## Familienmitglieder
- Ludwig Ferdinand zu Sayn-Wittgenstein-Berleburg (1712–1773), Graf zu Sayn-Wittgenstein-Berleburg
- Georg Ernst von Sayn-Wittgenstein-Berleburg (1735–1792), königlich französischer Generalleutnant
- Franz zu Sayn-Wittgenstein-Berleburg (1778–1854), preußischer Generalmajor
- August Ludwig zu Sayn-Wittgenstein-Berleburg (1788–1874), General und nassauischer Staatsminister
- Emil zu Sayn-Wittgenstein-Berleburg (1824–1878), kaiserlich-russischer General
- Gustav zu Sayn-Wittgenstein-Berleburg (1837–1889), deutscher Adliger und Abgeordneter
- Friedrich Ernst zu Sayn-Wittgenstein-Berleburg (1837–1915), Graf aus dem Hause Sayn-Wittgenstein
- Carl zu Sayn-Wittgenstein-Berleburg (1839–1887), deutscher Adliger und Abgeordneter
- Otto zu Sayn-Wittgenstein-Berleburg (1842–1911), Generalleutnant
- Gustav Albrecht zu Sayn-Wittgenstein-Berleburg (1907–1944), deutscher Offizier, Chef des Hauses zu Sayn-Wittgenstein-Berleburg
- Margareta zu Sayn-Wittgenstein-Berleburg (1909–2005), schwedische Gräfin
- Casimir Johannes Prinz zu Sayn-Wittgenstein-Berleburg (1917–2010), deutscher Politiker (CDU), MdEP
- Richard zu Sayn-Wittgenstein-Berleburg (1934–2017), deutscher Unternehmer und Chef des Hauses Sayn-Wittgenstein-Berleburg
- Ludwig Ferdinand Prinz zu Sayn-Wittgenstein-Berleburg (* 1942), deutscher Waldbesitzer und Unternehmer
- Hubertus Prinz zu Sayn-Wittgenstein-Berleburg (* 1948), deutscher Unternehmer, Hochmeister des Bundes der historischen deutschen Schützenbruderschaften
- Nathalie zu Sayn-Wittgenstein-Berleburg (* 1975), deutsch-dänische Dressurreiterin
- August-Frederik Prinz zu Sayn-Wittgenstein-Berleburg (* 1981), deutscher Schauspieler (unter dem Namen August Wittgenstein)